# Spilosoma unimaculata
Spilosoma unimaculata là một loài bướm đêm thuộc phân họ Arctiinae, họ Erebidae.